# 白君实
白君实（1908年—1939年3月），字承润，号乏谋，又名白穑，满族，辽宁省岫岩县人，东北铁血军总司令兼第三路军指挥。1938年12月被日军俘虏后不屈，次年3月被日军处以凌迟酷刑虐杀于二龙山。

## 生平
1908年，白君实出生在辽宁省岫岩县（今哨子河乡云贵村）的一个破落地主家庭，属八旗中的正黄旗。白君实幼时在当地小学读书，后考入岫岩县南校中学，1929年考入沈阳电工高中。
九一八事变后，沈阳电工高中停办，白君实摒弃学业，回到家乡积极从事抗日活动。1932年，白君实参加组织抗日救国会，次年参加辽东民众自卫军，任别动队副大队长，投身武装抗日斗争 ，后任少年铁血军第二大队长、第二联队长。1935年底任铁血军第三路军总指挥，1936年接替赵侗任铁血军总司令兼第三路军指挥。
1938年冬，白君实率领部队在岫岩县二道洋河与日军激战，伤亡惨重，仅剩20余人。白君实决定带领余部分散潜行转移，投奔东北抗日联军，12月到达凤境（今凤城）白旗乡刁窝堡，由于遭人举报，地主告密被捕。在凤境监狱中，日军对白君实软硬兼施：以官相许诱其合作，以酷刑迫其投降。白君实宁死不屈。1939年3月，日军将白君实押至二龙山处决。为了防止白君实喊口号，日军先割掉了他的舌头，接着对其处以凌迟酷刑，白君实亡年31岁。